# Temur Joʻrayev
Temur Joʻrayev (uzb. cyr. Тимур Жўраев, ros. Темур Олтибоевич Джураев, Temur Ołtibojewicz Dżurajew; ur. 12 maja 1984 w Taszkencie) – bramkarz uzbecki, pełniący funkcję rezerwowego w reprezentacji oraz klubie. Ma 192 cm wzrostu.

## Kariera zawodnicza
W Olij Lidze zadebiutował mając 18 lat, w barwach Pachtakora, którego jest wychowankiem. Od początku jednak jego talent nie mógł się w pełni rozwijać, gdyż był jedynie dublerem Ignatija Niestierowa. Aby nabrał ligowego doświadczenia, został wypożyczony na sezon 2003 do Kyzył-Kum Zarafszan, gdzie rozegrał osiem spotkań. Po powrocie do stołecznego klubu, jest pewnym zmiennikiem Niestierowa i mimo ciągłego przebywania na ławce rezerwowych, jest powoływany do reprezentacji kraju, gdzie także w razie potrzeby zastępuje klubowego kolegę.
W reprezentacji zadebiutował w roku 2006.

## Sukcesy międzynarodowe
Puchar Wspólnoty Niepodległych Państw - 2007